# Музей Миколи Бенардоса
Музей Миколи Бенардоса — музей, присвячений життю й діяльності винахідника електричного дугового зварювання Миколі Бенардоса.

## Опис
Музей розташований на території музею народної архітектури та побуту Середньої Наддніпрянщини НІЕЗ «Переяслав», на березі штучно створеного става, у колишньому будинку — пам'ятці архітектури середини XIX століття, перевезеному з села Вороньків Бориспільського району Київської області.

## Історія створення
Музей Миколи Бенардоса створений за сприянням Київського інституту електрозварювання ім. Є. О. Патона НАН України, на честь 100-річчя винайдення дугового електрозварювання металів. Відкритий у травні 1981 року.
Найвідомішим відкриттям Миколи Бенардоса був метод дугового електрозварювання, якому вчений дав назву «Електрогефест» — на честь Гефеста — бога вогню та ковальської справи в давньогрецькій міфології. Ім'я дослідника було внесене до календаря ЮНЕСКО за 1981 рік.

## Експозиція

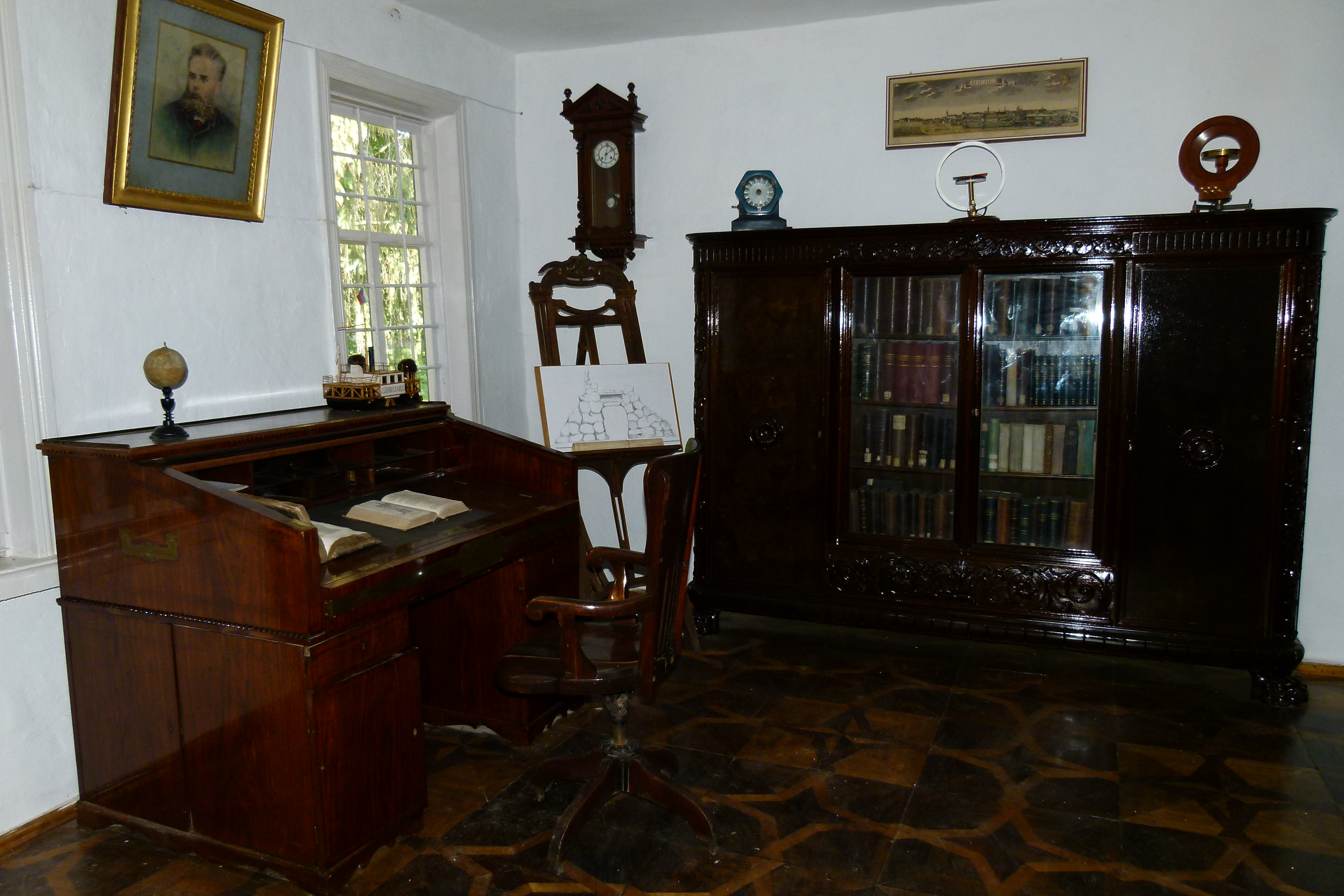
Робочий кабінет

Музей складається із п'яти кімнат: робочого кабінету, вітальні, майстерні, лабораторії і виставкової зали.
Робочий кабінет, вітальня, майстерня та лабораторія Бенардоса відтворені за описом і гравюрою з французького журналу «La Nature» за 1881 рік. У кабінеті та вітальні є родинні  меблі, світлини, картини, побутові речі, щоб відтворити небагату обстановку родини Миколи Бенардосів як спадкових військових.

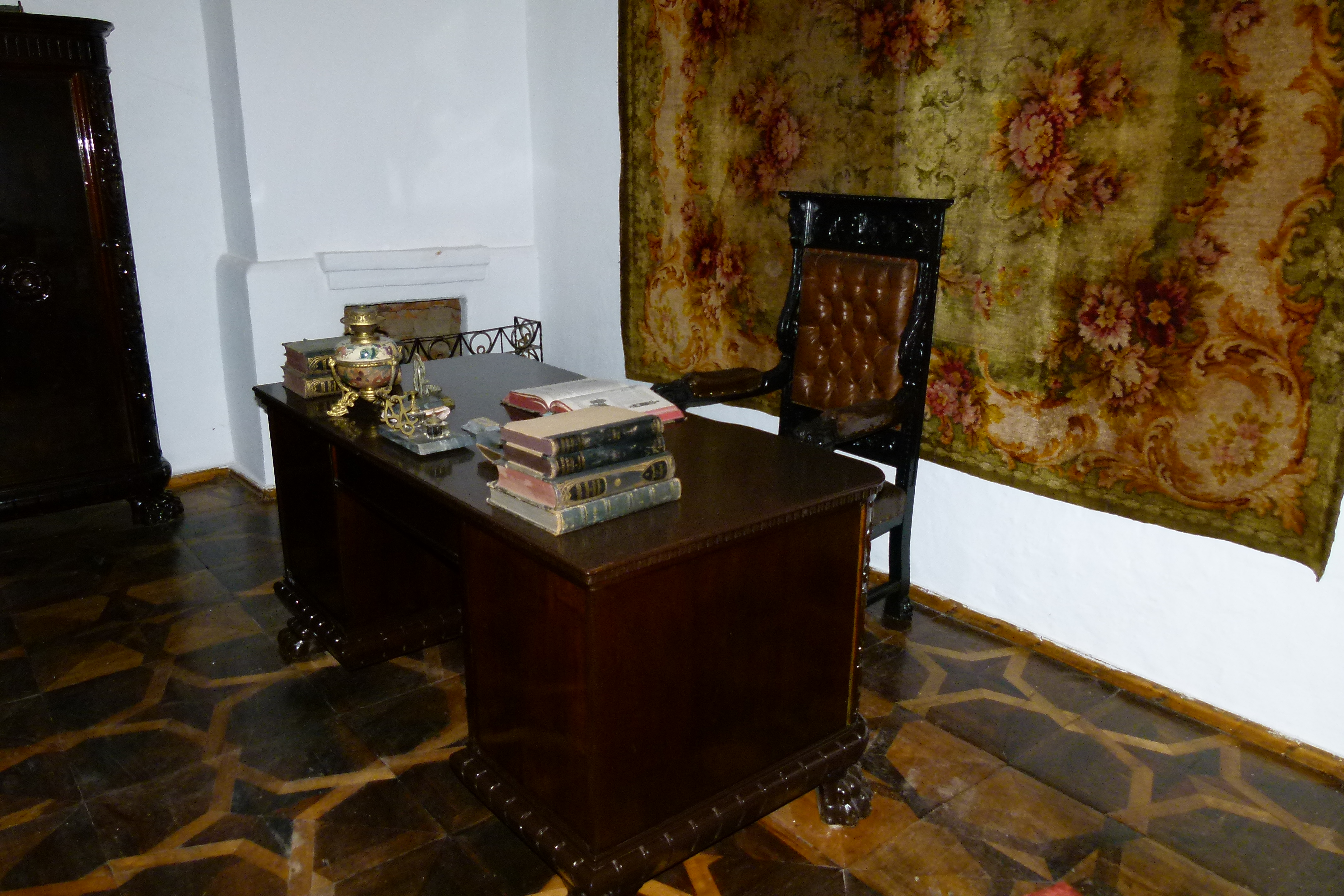
Письмовий стіл

У музеї представлені відлитий у бронзі герб родини Бенардосів та меморіальні речі з робочого кабінету вченого: стіл-бюро, крісло, письмовий стіл, диван, рояль, сімейні альбоми, книги з особистої бібліотеки та канцелярське приладдя. Це дає уявлення про те, в яких умовах працювали інженери-електротехніки наприкінці XIX — початку XX століття.

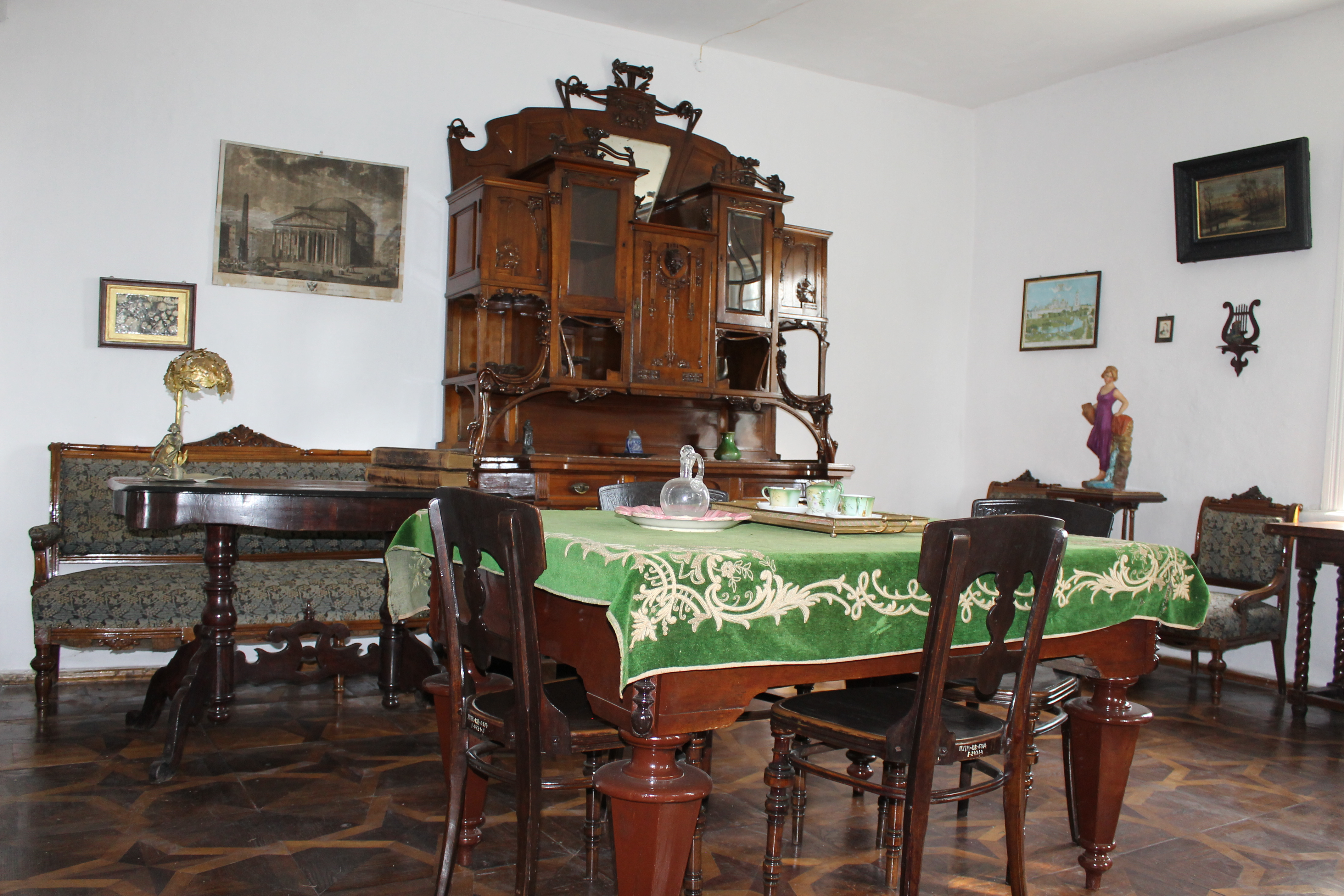
Вітальня

Майстерня, лабораторія присвячені йому як винахіднику понад 200 оригінальних винаходів і проєктів у галузі електротехнологій, електротехніки, транспорту, сільського господарства та військової справи.
В експозиції представлено декілька макетів винаходів Миколи Бенардоса: Цар-дзвін з дзвіницею та піч для його заварювання, гребля для переправи військ через річку, макет пароплава, який може переходити мілину. Також експонуються напівавтомати конструкції Бенардоса, зварювальний пост, зразки зварювання, справжні акумулятори XIX століття, генератор електричного струму, трансмісія, електровимірювальні прилади, бормашини для свердління отворів, підсвічник (метод наплавлення титанових крапель), уламок корпусу ракети (аргонно-дугове зварювання) тощо.

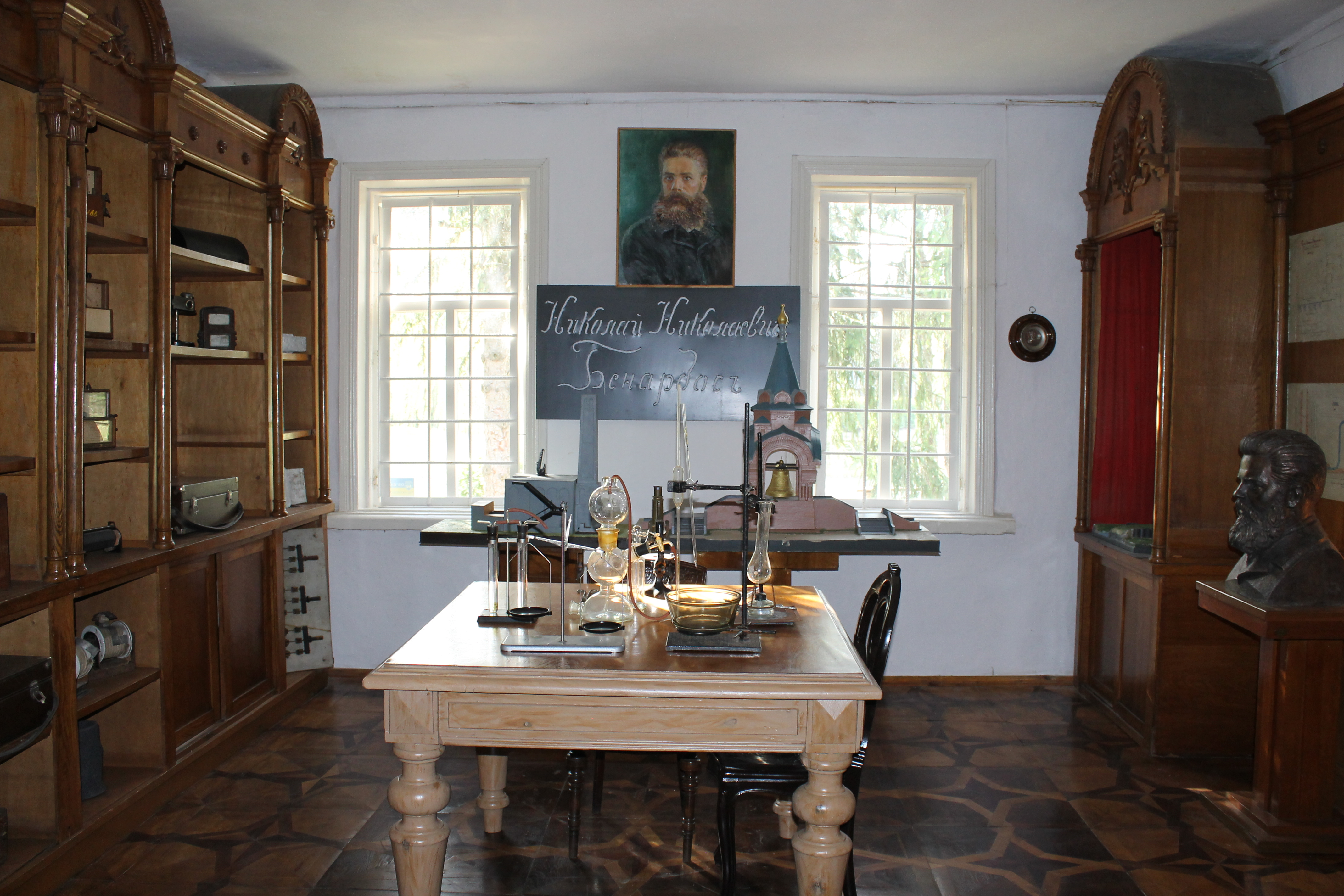
Лабораторія

За кресленнями і патентами Миколи Бенардоса реконструйовані перші в світі зварювальні апарати: електротримач з вугільним електродом, щипці для точкового зварювання, апарат для зварювання листового металу (макет), апарат для зварювання кільцеподібного металу (макет), водяний реостат (діюча модель) тощо. Для зварювання Микола Бенардос пристосував ковадло.

### Виставкова зала «Історія електрозварювання»

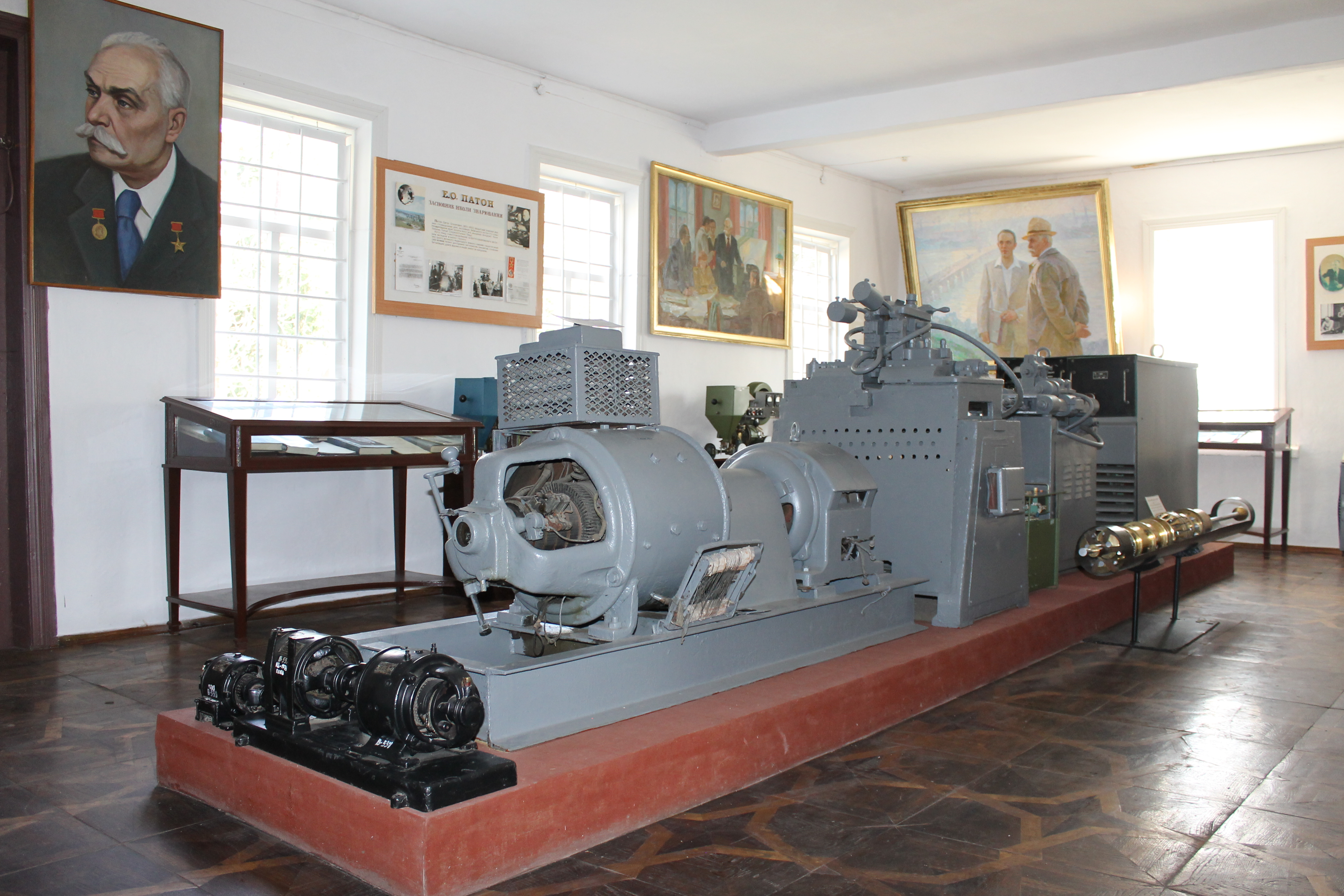
Постійно діюча виставка «Історія електрозварювання»

Виставкова зала «Історія електрозварювання» присвячена історії та сучасним досягненням зварювальної науки і техніки. В цьому залі є можливість ознайомитися з розвитком технологій зварювання та з'єднання матеріалів з давніх часів і до зварювання в космосі та зварювання живих тканин. Спосіб дугового зварювання, відкритий Миколою Бенардосом, після ряду вдосконалень у першій половині XX століття, за обсягом застосування посів перше місце серед усіх технологій нероз'ємного з'єднання металів.
Окремий розділ виставки присвячено Євгену та Борису Патонам.